# バスケットボールロシア代表
バスケットボールロシア代表（Russia national basketball team）は、ロシアバスケットボール連盟により国際大会に派遣されるバスケットボールのナショナルチームである。
本項では1992年以前のソ連と1992年の連合チームも一緒に扱う。

## 歴史
ソビエト時代の1940年にユーロバスケット2連覇中だったリトアニアなどを統合する。
その後、1947年のユーロバスケットで初優勝を果たし、ヘルシンキ五輪も初出場で銀メダルを獲得する。以来ソ連としてはボイコットにより不参加となったロス五輪を除き五輪全大会でメダルを獲得しており、特にミュンヘン五輪ではバスケが正式種目となって以来連覇を続けてた米国を決勝で退け金メダルを獲得し、1988年も優勝した。世界選手権でも優勝3度、ユーロバスケットに至っては14回優勝と世界屈指のバスケット大国としてその名を轟かせていた。
しかし、ソ連崩壊によりロシアになってからは1994・1998年世界選手権は準優勝となったものの、五輪ではメダルを逃し続け、アテネ五輪及び2006年世界選手権はともに出場権を逃している。
だが、2007年ユーロバスケットでは決勝に進出し2006世界選手権王者のスペインを下し、ロシアとしては初、ソ連時代を含め22年ぶりの優勝、2大会振りとなる五輪出場を決めた。
2010年には2大会ぶりに世界選手権出場をはたし7位入賞する。
2012年には、ロンドンオリンピックに出場し、ロシアとしてはソ連崩壊以降初めてオリンピックでメダルを獲得し、古豪復活をはたした。

## 主な国際大会成績
1991年まではソ連、1992年バルセロナ五輪のみ独立国家共同体、それ以降はロシア代表として参加。

### オリンピック
| - 1936年 - 不出場 - 1948年 - 不出場 - 1952年 - 銀メダル - 1956年 - 銀メダル - 1960年 - 銀メダル - 1964年 - 銀メダル - 1968年 - 銅メダル - 1972年 - 金メダル - 1976年 - 銅メダル - 1980年 - 銅メダル - 1984年 - 不参加 - 1988年 － 金メダル | - 1992年 － 4位 - 1996年 - 不出場 - 2000年 － 8位 - 2004年 - 不出場 - 2008年 － 9位 - 2012年 － 銅メダル - 2016年 － 予選敗退 - 2020年 － 予選敗退 - 2024年 － 出場停止 |

### ワールドカップ
| - 1950年 - 不出場 - 1954年 - 不出場 - 1959年 － 6位 - 1963年 - 3位 - 1967年 - 優勝 - 1970年 - 3位 - 1974年 - 優勝 - 1978年 - 準優勝 - 1982年 - 優勝 - 1986年 - 準優勝 - 1990年 - 準優勝 | - 1994年 - 準優勝 - 1998年 - 準優勝 - 2002年 - 10位 - 2006年 - 予選敗退 - 2010年 - 7位 - 2014年 - 予選敗退 - 2019年 - 12位 - 2023年 - 出場停止 |

### ユーロバスケットの成績
- - 優勝：15回（1947, 1951, 1953, 1957, 1959, 1961, 1963, 1965, 1967, 1969, 1971, 1979, 1981, 1985, 2007）

## 主な選手
- アンドレイ・キリレンコ
- セルゲイ・モニア
- ティモフェイ・モズコフ
- アレクセイ・シェヴド
- サーシャ・カーン
- ヴィクトル・ハラッパ
- セルゲイ・カラセフ(バスケットボール選手)(英語版)